# Jessica Wik
Jessica Marie Wik (* 30. Januar 1992 in Norrköping als Jessica Marie Samuelsson) ist eine schwedische Fußballnationalspielerin, die seit 2019 beim schwedischen Erstligisten FC Rosengård unter Vertrag steht.

## Karriere

### Vereine
Wik wechselte im Jahr 2010 zum schwedischen Erstligisten und amtierenden Meister Linköpings FC, für den sie in den folgenden vier Spielzeiten zu 72 Ligaeinsätzen kam. Zur Saison 2013/14 der australischen W-League schloss sie sich leihweise Melbourne Victory an und kehrte nach dem Gewinn der australischen Meisterschaft nach Linköping zurück. In den darauffolgenden Jahren stellte sich der Erfolg nun auch in Schweden ein und Wik gewann mit Linköping zweimal in Folge den schwedischen Fußballpokal sowie im Jahr 2016 die Meisterschaft. Zur Saison 2017/18 wechselte sie zum Arsenal LFC in die englische FA Women’s Super League. In ihrer ersten Saison hatte sie nur zwei Einsätze in der Liga, in der zweiten Saison waren es zehn. Danach kehrte sie zurück nach Schweden zum FC Rosengård, mit dem sie 2019, 2021, 2022 und 2024 die schwedische Meisterschaft gewann.

### Nationalmannschaft
Wik spielte für diverse schwedische Nachwuchsnationalmannschaften. Am 22. November 2011 debütierte sie bei einem Freundschaftsspiel gegen die Auswahl Kanadas in der schwedischen A-Nationalmannschaft und nahm mit dieser an der Europameisterschaft 2013 teil, wo sie in vier Spielen zum Einsatz kam, aber im Halbfinale gegen Deutschland ausschied. Im Mai 2015 wurde sie für die WM 2015 nominiert. Sie wurde in drei Spielen eingesetzt, schied aber mit ihrer Mannschaft im Achtelfinale wieder gegen Deutschland aus. Die deutsche Mannschaft war dann auch im Finale bei den Olympischen Spielen 2016 stärker. Bei der EM 2017, wo sich beide in der Gruppenphase erstmals torlos trennten, kam sie zu drei Einsätzen, schied aber mit ihrer Mannschaft im Viertelfinale gegen den Gastgeber und späteren Sieger Niederlande aus. Für die WM 2019, bei der die Schwedinnen die deutsche Mannschaft im Viertelfinale ausschalten konnten, wurde sie nicht nominiert.

### Privat
Wik heiratete 2020 ihren Lebenspartner und nahm seinen Nachnamen an. 2021 kam das erste gemeinsame Kind zur Welt.

## Erfolge
- 2012: U-19-Europameisterin
- 2014: Australische Meisterschaft (Melbourne Victory)
- 2014, 2015: Schwedischer Pokalsieg (Linköpings FC)
- 2016: Schwedische Meisterschaft (Linköpings FC)
- 2016: Olympische Silbermedaille
- 2017/18: WSL-Cup-Siegerin (FC Arsenal, ohne Finaleinsatz)
- 2019, 2021, 2022, 2024: Schwedische Meisterschaft (FC Rosengård)